# 1800-as amerikai elnökválasztás
Az Amerikai Egyesült Államok alkotmányának előírása szerint 1800. október 31. és december 3. között az országban elnökválasztást tartottak. Az „1800-as forradalomnak” is nevezett választáson Thomas Jefferson hivatalban lévő alelnök, a Demokrata-Republikánus Párt vezetője legyőzte a hivatalban lévő elnököt, John Adamst, a Föderalista Párt vezetőjét. A választás politikai átrendeződést eredményezett, a demokrata-republikánus vezetés generációját nyitotta meg.
Az 1796-os elnökválasztáson Adams legyőzte Jeffersont. A 12. alkotmánymódosítás 1804-es ratifikálása előtt érvényben lévő választási szabályok szerint az elektori kollégium tagjai két jelöltre adtak le szavazatot, ám nem tudták jelezni, hogy kire elnöknek és kire alelnöknek szavaztak. Mivel Jefferson 1796-ban második helyezést ért el, megkapta az alelnöki posztot. 1796-tól eltérően 1800-ban mindkét fél hivatalos elnökjelölt lett és alelnökjelöltet is jelöltek ki. Jefferson futótársának a demokrata-republikánusok Aaron Burrt, míg a föderalisták Adams mellé pedig Charles C. Pinckney-t indították.
A fő politikai kérdések a francia forradalom bukása körül forogtak. A föderalisták az erős központi kormányt és a Nagy-Britanniával való szoros kapcsolatokat részesítették előnyben. A demokrata-republikánusok a decentralizáció mellett álltak ki és támadták a föderalistákat. A demokrata-republikánusok elítélték a föderalisták által bevezetett letelepedési törvényt, amely megnehezítette a bevándorlók számára az állampolgárság megszerzését. Míg a demokrata-republikánusok állami szinten jól szervezettek, a föderalisták szervezetlenek voltak, mely keserű megosztottságot eredményezett két fő vezetőjük, Adams elnök és Alexander Hamilton között. Több történész szerint is a választási szavazatok, a regionális megosztottság és a két párt által létrehozott propagandakampányok felismerhetően modernné tették a választást.
Végül Jefferson és Burr 73, Adams 65 és Pinckney 64 elektori szavazatot szerzett. A föderalisták Új-Anglián, a demokrata-republikánusok pedig délen söpörtek végig, a közép-atlanti államok által leadott szavazatok pedig mindkét jelölt számára döntetlen lett.
A demokrata-republikánusok nem tudták megvalósítani azt a tervüket, hogy Jeffersonnak eggyel több szavazata legyen, mint Burrnek, az eredmény döntetlen lett, így a képviselőház ült össze elnököt választani. Az alkotmányban lefektetett feltételek szerint a képviselőháznak Jefferson és Burr között kellett döntenie. Burrt azzal vádolták, hogy maga is kampányolt az elnökségért annak ellenére, hogy Jefferson pártjának a tagja volt és alelnökjelöltjeként futott. Minden állami küldött egy jelöltre szavazott és 9 szavazatra volt szükség a győzelemhez. Sem Burr, sem Jefferson nem tudott nyerni a választások első 35 fordulóján, mivel a legtöbb föderalista kongresszusi képviselő Burr mellé állt és az összes demokrata-republikánus kongresszusi képviselő pedig Jeffersont támogatta. Hamilton Jeffersont részesítette előnyben Burrel szemben és több föderalista vezetőt is meggyőzött, hogy álljon át Jefferson mellé, aki így a választás 36. fordulóját megnyerte.

## Jelöltek
Mindkét párt kongresszusi jelölőgyűlést tartott, hogy először indítsanak elnök- és alelnökjelöltet. A föderalisták John Adams elnököt és a dél-karolinai Charles C. Pinckney-t indították. Pinckney harcolt az amerikai függetlenségi háborúban és később Franciaország amerikai nagykövete lett. A demokrata-republikánusok Thomas Jefferson alelnököt és Aaron Burr volt New York-i szenátort jelölték. Jefferson az előző választáson második helyezést ért el, a párt alapítói közé sorolható, Burr pedig népszerű volt a választások szempontjából fontos New York államban. 
| Föderalista jelöltek       | Föderalista jelöltek              | Demokrata-Republikánus jelöltek | Demokrata-Republikánus jelöltek |
| -------------------------- | --------------------------------- | ------------------------------- | ------------------------------- |
| John Adams                 | Charles C. Pinckney               | Thomas Jefferson                | Aaron Burr                      |
| Az Egyesült Államok elnöke | Franciaország amerikai nagykövete | Az Egyesült Államok alelnöke    | New York volt szenátora         |

## A választás

### Kampány
A kampány keserű, mindkét oldalon rágalmazás és személyes támadások jellemezték. A föderalisták olyan pletykákat terjesztettek, hogy a demokrata-republikánusok radikális ateista eszméikkel akarják tönkre tenni az országot, a francia forradalom demokrata-republikánus támogatásával. 1798-ban George Washington emiatt kijelentette, hogy semmit sem hagy érintetlenül annak érdekében, hogy nehogy megdöntsék az ország kormányát. Eközben a demokrata-republikánusok a föderalisták által bevezetett Idegen és Lázadási törvényt – mely megnehezítette a bevándorlók állampolgárrá válásukat – nem törvényként, hanem a demokrata-republikánusok elleni támadásként értékelték, ezt a törvényt később alkotmányellenesnek nyilvánították és azzal is vádolták a föderalistákat, hogy Nagy-Britanniát és a többi koalíciós országot részesítik előnyben a Franciaországgal folytatott háborújukban az arisztokratikus eszmék előmozdítása érdekében.  
Adamst a föderalisták egy csoportja – melyet Alexander Hamilton vezetett – és a demokrata-republikánusok szintén támadták. Úgy vélték, hogy Adams külpolitikája túl kedvező Nagy-Britanniával szemben, ellenezték a franciákkal vívott kváziháborúban az illetékek megfizetésére vonatkozó új adókat és megtámadták az Idegen és Lázadási törvényt, mint a polgárok jogainak és az alkotmány megsértőjét. A föderalisták egy része túl mérsékeltnek tartották Adamst és inkább Hamilton vezetését részesítették volna előnyben.
Hamiltonnak láthatóan elege lett Adamsből és olyan új elnököt akart, aki fogékonyabb a céljaira. Washington elnöksége alatt Hamilton képes volt befolyásolni a Whisky-lázadásra adott szövetségi választ, amely veszélyeztette a kormány a hatalmát a polgárok megadóztatására. Amikor Washington bejelentette, hogy nem akar harmadik ciklust, a föderalisták Adamst széles körben elismerték Washington utódjának Hamiltonnal szemben.
Hamilton 1796-ban azt remélte, hogy befolyása ugyanakkora vagy nagyobb lesz Adams kormányában, mint Washingtonéban. 1800-ra azonban rájött, hogy Adams túl független és úgy gondolta, hogy a föderalista alelnökjelölt, Charles C. Pinckney jobban megfelel Hamilton érdekeinek. Az Adams ellen tett harmadik szabotázskísérletében Hamilton titokban Pinckney-t készült megválasztattni az elnöki posztra. Tekintettel Pinckney politikai tapasztalatának hiányára elvárták volna tőle, hogy nyitott legyen Hamilton befolyására. A terv azonban visszafelé sült el és ártott a Föderalista Pártnak, ugyanis Hamilton egyik ötvennégy oldalas, Adamst kritizáló levele egy demokrata-republikánus kezébe került és nem sokkal később nyilvánosságra is hozták. Ez zavarba hozta Adamst, károsította a Pinckney nevében tett erőfeszítéseket és Hamilton saját politikai hanyatlását is felgyorsította.  
Az unortodox (szokásoktól eltérő, nem hagyományos) kampánymódszereket először Jefferson és Burr alkalmazta, akiket egyes történészek a modern választási folyamat feltalálásával tulajdonítottak.

### Választás

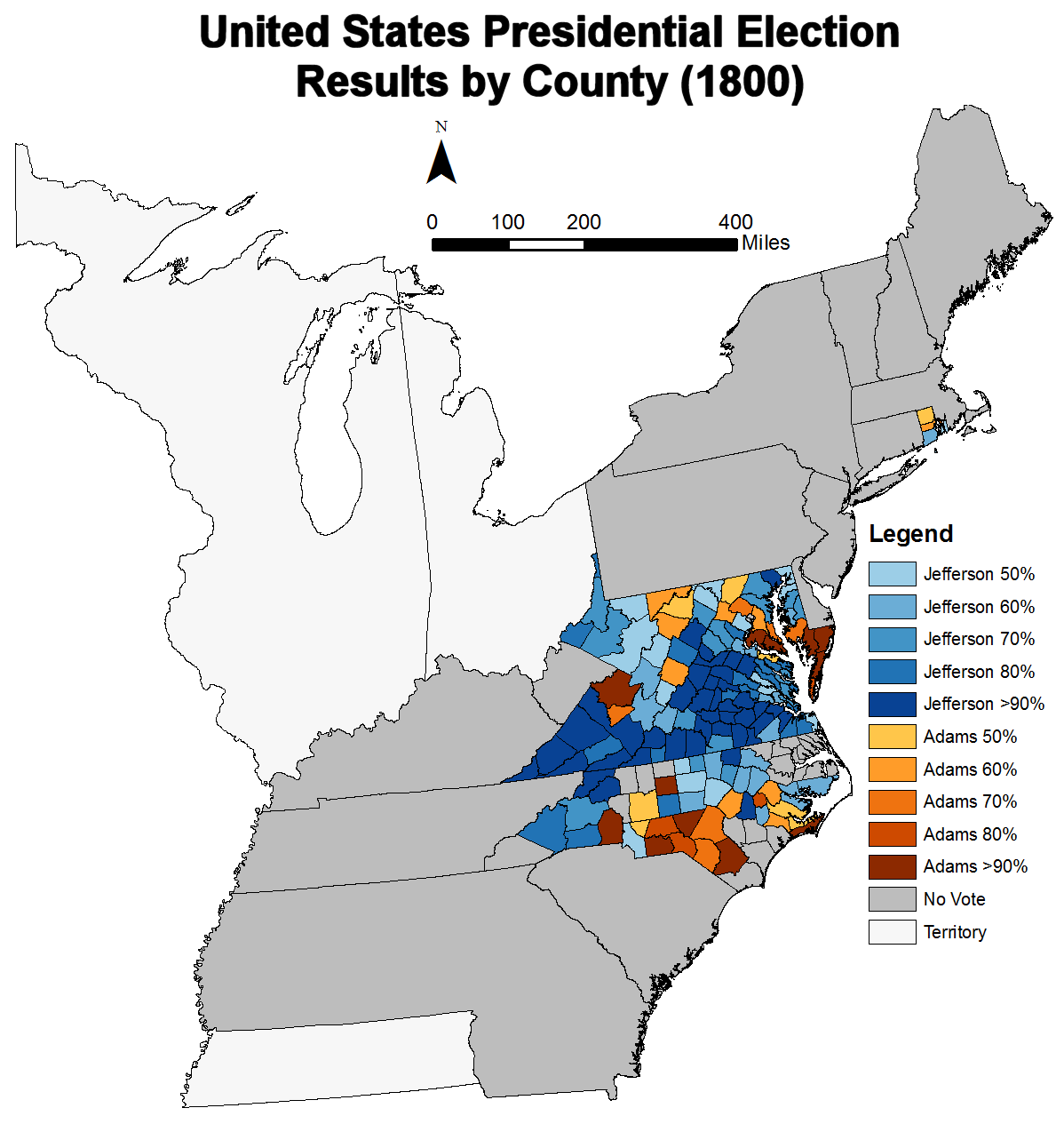
A választás eredményei megyénként

1800-ban minden államban a küldöttek kiválasztásáról szóló szavazás áprilistól októberig tartott. Áprilisban Burr a szavazás mozgósításával New Yorkban sikeresen megfordította az állam törvényhozásának föderalista többségét, hogy meghatározó demokrata-republikánus támogatást nyújtson. 1800 őszén – mikor a két párt holtversenyben, 63-63 szavazóval rendelkezett az elektori kollégiumban – az utolsó szavazókat küldő állam, Dél-Karolina úgy döntött, hogy nyolc demokrata-republikánus odaítél Jefferson és Burr választására.
Az Egyesült Államok alkotmánya alapján minden választó két szavazatot adott le, a szavazatok többségével rendelkező jelöltet elnökké, a második helyezettet pedig alelnökké választották. A föderalisták ezért elintézték, hogy egyik választójuk John Jayre szavazzon Pinckney helyett. A demokrata-republikánusoknak is volt egy hasonló tervük, miszerint egy szavazó Burr helyett egy másik jelöltre szavaz, nem hajtották végre, így az összes demokrata-republikánus választó szavazatát Jeffersonra és Burr-e adta le, így mindkettőjüknek 73 elektori szavazata lett. Az alkotmány szerint döntetlen helyezés esetében a képviselőháznak kell elnököt választania. Bár az 1800-as kongresszusi választáson a képviselőház többségi irányítását a demokrata-republikánusok szerezték meg 68 mandátummal, a föderalisták 38-at szereztek, ám az elnökválasztást az 1798-as kongresszusi választáson megválasztott leköszönő háznak kellett eldöntenie, ahol a föderalisták álltak többségben 60 mandátummal, míg a demokrata-republikánusok 46-al rendelkeztek.

### Hibás tanúsítvány
Amikor 1801. február 11-én megnyitották és megszámolták a választási szavazólapokat, kiderült, hogy a georgiai választási bizonyítvány hibás volt: bár egyértelmű volt, hogy a választók Jeffersonra és Burr-re adták le voksukat, a bizonyítvány nem vette fel az alkotmányosan előírt összes személy listáját, akire szavaztak és az egyes szavazatok számát. Jefferson alelnök, aki a szenátus elnökeként számolta a szavazatokat, a georgiai voksokat azonnal saját maga és Burr szavazataként számolta és nem emeltek kifogást.
Ha a vitatott georgiai szavazatokat elutasították volna, akkor Jefferson és Burr is 69 szavazattal eggyel kevesebb szavazatot kapott volna a győzelemhez szükséges 70 elektornál, ami azt jelenti, hogy akkor a képviselőház az első öt helyezett, Jefferson, Burr, Adams, Pinckney és Jay között választott volna elnököt. Ezekkel a szavazatokkal azonban 73 szavazatot kaptak, de holtversenyre jutottak.

### Eredmények
A 155 megyéből Jefferson és Burr 115-ben (74,19%) nyert, míg Adams 40-ben (25,81%). Ez volt az utolsó alkalom, hogy Vermont a föderalistákra szavazott. 
| Elnökjelölt                   | Párt                          | Állam                         | Szavazatok                    | Szavazatok                    | Elektor szavazat |
| Elnökjelölt                   | Párt                          | Állam                         | Szavazat szám                 | Százalék                      | Elektor szavazat |
| ----------------------------- | ----------------------------- | ----------------------------- | ----------------------------- | ----------------------------- | ---------------- |
| Thomas Jefferson              | Demokrata-Republikánus Párt   | Virginia                      | 41 330                        | 61,4%                         | 73               |
| Aaron Burr                    | Demokrata-Republikánus Párt   | New York                      | –                             | –                             | 73               |
| John Adams                    | Föderalista Párt              | Massachusetts                 | 25 952                        | 38,6%                         | 65               |
| Charles C. Pinckney           | Föderalista Párt              | Dél-Karolina                  | –                             | –                             | 64               |
| John Jay                      | Föderalista Párt              | New York                      | –                             | –                             | 1                |
| Teljes                        | Teljes                        | Teljes                        | 67 282                        | 100%                          | 276              |
| Ennyi szükséges a győzelemhez | Ennyi szükséges a győzelemhez | Ennyi szükséges a győzelemhez | Ennyi szükséges a győzelemhez | Ennyi szükséges a győzelemhez | 70               |

#### Eredmények államonként
| Állam          | Jefferson | Burr | Adams | Pinckney | Jay |
| -------------- | --------- | ---- | ----- | -------- | --- |
| Connecticut    |           |      | 9     | 9        |     |
| Delaware       |           |      | 3     | 3        |     |
| Dél-Karolina   | 8         | 8    |       |          |     |
| Észak-Karolina | 8         | 8    | 4     | 4        |     |
| Georgia        | 4         | 4    |       |          |     |
| Kentucky       | 4         | 4    |       |          |     |
| Maryland       | 5         | 5    | 5     | 5        |     |
| Massachusetts  |           |      | 16    | 16       |     |
| New Hampshire  |           |      | 6     | 6        |     |
| New Jersey     |           |      | 7     | 7        |     |
| New York       | 12        | 12   |       |          |     |
| Pennsylvania   | 8         | 8    | 7     | 7        |     |
| Rhode Island   |           |      | 4     | 3        | 1   |
| Tennessee      | 3         | 3    |       |          |     |
| Vermont        |           |      | 4     | 4        |     |
| Virginia       | 21        | 21   |       |          |     |
| Teljes         | 73        | 73   | 65    | 64       | 1   |

#### Népszavazás államonként
| Állam          | Thomas Jefferson Demokrata-Republikánus | Thomas Jefferson Demokrata-Republikánus | John Adams Föderalista | John Adams Föderalista |
|                | #                                       | %                                       | #                      | %                      |
| -------------- | --------------------------------------- | --------------------------------------- | ---------------------- | ---------------------- |
| Kentucky       | ?                                       | ?                                       | ?                      | ?                      |
| Maryland       | 10 637                                  | 51,37%                                  | 10,068                 | 48.63%                 |
| Észak-Karolina | 11 916                                  | 52,68%                                  | 10,702                 | 47.32%                 |
| Rhode Island   | 2 159                                   | 47,85%                                  | 2,353                  | 52.15%                 |
| Tennessee      | ?                                       | ?                                       | ?                      | ?                      |
| Virginia       | 21 002                                  | 77,28%                                  | 6,175                  | 22.72%                 |

### Szoros eredmények
A különbség 5% alatt volt:
1. Maryland, 2,74% (569 szavazat)
2. Rhode Island, 4,06% (194 szavazat)

A különbség 10% alatt volt:
1. Észak-Karolina, 5,36% (1 214 szavazat)

## Képviselőházi elnökválasztás, 1801
1801 februárjában a képviselőház tagjai államonként szavaztak annak eldöntésére, hogy Jefferson vagy Burr legyen az elnök. Tizenhat állam volt, mindegyik egy szavazattal, a győzelemhez kilencfős abszolút többségre volt szükség. A Föderalista Párt által irányított leköszönő képviselőházat bízták meg az új elnök megválasztásával. A föderalista képviselők megkísérelték nagy ellenségük, Jefferson elnöki székbe való jutásának megakadályozását és Burr-t megválasztani. A legtöbb föderalista Burr-re szavazott, aki a föderalisták által ellenőrzött nyolc államból hatot vitt magával. A demokrata-republikánusok által irányított hét küldöttség mind Jeffersonra szavazott és Georgia egyetlen föderalista képviselője is, így nyolc államot kapott. A vermonti küldöttség egyenlő arányban oszlott meg.
Nyilvánosan Burr 1800 december közepe és 1801 február közepe között hallgatott, amikor a választási szavazatokat megszámolták. A háttér mögött egyre nagyobb nyomás nehezedett rá a párton belül, hogy álljon félre, ha ő és Jefferson döntetlent érnek el a választáson. Azonban zavart okozott, hogy Burr egyszerűen átengedheti-e az elnökséget Jeffersonnak és alelnök lehet-e, mivel az alkotmány nem világos e kérdésben. Ettől függetlenül nem volt hajlandó lemondani az elnökségről, 1800 decemberében Samuel Smith képviselőnek azt írta, hogy elnökké választása esetén nem fog lemondani. Pletykák keringtek arról, hogy James A. Bayard képviselő – állítólag Burr nevében – politikai kinevezési ajánlatokkal kereste fel Smitht és Edward Livingstont, cserébe ha Burr-re szavaznak.
A képviselőházi demokrata-republikánusok az 1800-as kampány kezdetétől Jeffersont tekintették elnökjelöltjüknek és Burr-t pedig alelnökjelöltjüknek. Burr azonban nem lett elnök, mivel Hamilton energikusan ellenezte őt, aki őrült levélíró kampányba kezdett, hogy a föderalista képviselők szavazatot váltsanak. Sürgette őket, hogy támogassák Jeffersont, mert messze nem olyan veszélyes ember, mint Burr.
Február 11. és 17. között a ház összesen 35 szavazatot adott le, Jeffersonra valahányszor nyolc állami küldöttség szavazott, amely eggyel kevesebb, mint a győzelemhez szükséges szavazat.
Február 17-én, a 36. fordulóban Bayard megváltoztatta szavazatát Burr-ről, marylandi és vermonti szövetségesei is csatlakoztak hozzá. Ezzel a marylandi és vermonti szavazatok megváltoztak, akik így Jeffersonra voksoltak, így 10 állam szavazatát kapta meg. Csatlakozott Jeffersonhoz a föderalista képviselők nagy része is.
Ennek és az előző választásnak köszönhetően egyre jobban nőt az elnök és az alelnök megválasztásának új módjára vonatkozó hangulat, ami az 1804-es 12. alkotmánymódosítást eredményezte.

### Eredmények
| Február 11-17., 1-35. szavazás | Február 11-17., 1-35. szavazás | Február 11-17., 1-35. szavazás |
| Jelölt                         | Szavazat                       | %                              |
| ------------------------------ | ------------------------------ | ------------------------------ |
| Thomas Jefferson               | 8                              | 50,00                          |
| Aaron Burr                     | 6                              | 37,5                           |
| Teljes:                        | 16                             | 100                            |
| Ennyi szükséges a győzelemhez: | 9                              | 50                             |
| Február 17., 36. szavazás      |                                |                                |
| Jelölt                         | Szavazat                       | %                              |
| Thomas Jefferson               | 10                             | 62,5                           |
| Aaron Burr                     | 4                              | 25,0                           |
| Teljes:                        | 16                             | 100                            |
| Ennyi szükséges a győzelemhez: | 9                              | 50                             |

## Az elektori kollégium tagjainak kiválasztása
Az alkotmány 2. cikk 1. szakasza előírta, hogy az állami törvényhozások döntsenek a küldötteik megválasztásának módjáról. Az állami törvényhozások különböző módszereket alkalmaztak:
| Az elektorok megválasztásának módszere | Állam                            |
| --- | -------------------------------- |
| Az állam választási körzetekre oszlik, körzetenként egy választót választanak az adott körzet választói                                                                                                 | Kentucky Maryland Észak-Karolina |
| Minden választót a választópolgárok választanak | Rhode Island Virginia            |
| - Az állam választási körzetekre oszlik, körzetenként egy választót választanak - Minden megye népszavazással választ küldöttet - A választót a körzetükben lévő megyék választási küldöttei választják | Tennessee                        |
| Minden választót az állami törvényhozás nevez ki | az összes többi állam            |

Mind a két fél mindent megtett az előny megszerzésének érdekében. Ez több államban magába foglalta az elektori kollégium tagjainak kiválasztásának folyamatának megváltoztatását a kívánt eredmények biztosítása érdekében. Georgiában a népszavazás helyett a demokrata-republikánus állami törvényhozás választotta meg a küldötteket. Ugyanezt a példát követte a föderalista törvényhozású Massachusetts és New Hampshire is. Pennsylvania is átállt a törvényhozói választásra.

## Külső linkek
- 1800 U.S. Presidential Election at VoteArchive.com Extant popular vote data and county-by-county maps for four states
- Vote Archive: County-level results for Maryland
- Vote Archive: County-level results for North Carolina
- Vote Archive: County-level results for Rhode Island
- Vote Archive: County-level results for Virginia
- Presidential Election of 1800: A Resource Guide from the Library of Congress
- Documentary Timeline 1787-1800 Lesson plans from NEH
- A New Nation Votes: American Election Returns 1787-1825
- Overview at Dave Leip's Atlas of U.S. Presidential Elections
- Booknotes interview with Bernard Weisberger on America Afire: Jefferson, Adams, and the First Contested Election, February 25, 2001.
- Booknotes interview with John Ferling on Adams vs. Jefferson: The Tumultuous Election of 1800, October 3, 2004.
- Election of 1800 in Counting the Votes Archiválva 2019. szeptember 30-i dátummal a Wayback Machine-ben.